# ZACROS
ZACROS株式会社（ザクロス、英: ZACROS Corporation）は、東京都文京区に本社を置く化学品メーカー。プラスチックフィルムの加工に強みがあり、包装材、細胞培養容器、電子部材、産業インフラなどに幅広く製品を展開する。
2024年4月1日に創立110周年を迎え、同年10月1日に藤森工業株式会社からZACROS株式会社へ商号変更。

## 沿革
- 1914年 - 東京府荏原郡大崎町に、藤森彌彦が合資会社藤森工業所を創立[3]｡
- 1936年 - 株式会社藤森工業に改組[3]｡
- 1944年 - 藤森工業株式会社に商号変更[3]。
- 1993年 - 日本証券業協会（のちのジャスダック）に株式を店頭登録[3]。
- 2002年 - 株式を東京証券取引所市場第二部に上場[3]。
- 2004年 - 株式を東京証券取引所市場第一部に指定替え[3]。
- 2014年 - 創業100周年[3]。
- 2020年 - 東京都文京区へ本社移転[3]。
- 2022年 - 東京証券取引所の市場区分見直しにより、東京証券取引所市場第一部からプライム市場に移行。
- 2024年 - 創業110周年。ZACROS株式会社に商号変更[3]。

## 国内事業所
- 本社 - 東京都文京区[4]
- 研究所・横浜事業所 - 神奈川県横浜市金沢区[4]
- 静岡事業所 - 静岡県沼津市[4]
- 掛川事業所 - 静岡県掛川市[4]
- 名張事業所 - 三重県名張市[4]
- 三重事業所 - 三重県名張市（名張事業所とは別の場所）[4]
- 沼田事業所 - 群馬県沼田市[4]
- 昭和事業所 - 群馬県利根郡昭和村[4]

## 関連会社
連結子会社
- フジモリ産業株式会社[4]
- まつやセロファン株式会社[4]
- ZACROS (THAILAND) CO.,LTD.[4]
- 台湾賽諾世股份有限公司
- ZACROS AMERICA, Inc.[4]
- PT Kingsford Holdings[4]
- PT Champion Pacific Indonesia Tbk[4]
- PT Avesta Continental Pack[4]
- PT Indogravure[4]
- ZACROS(HONG KONG) CO., LTD.[4]
- 賽諾世貿易(深圳)有限公司

- ZACROS MALAYSIA SDN.BHD.[4]
- 深圳市藤深科技材料有限公司